# Museo Regional de Guadalupe

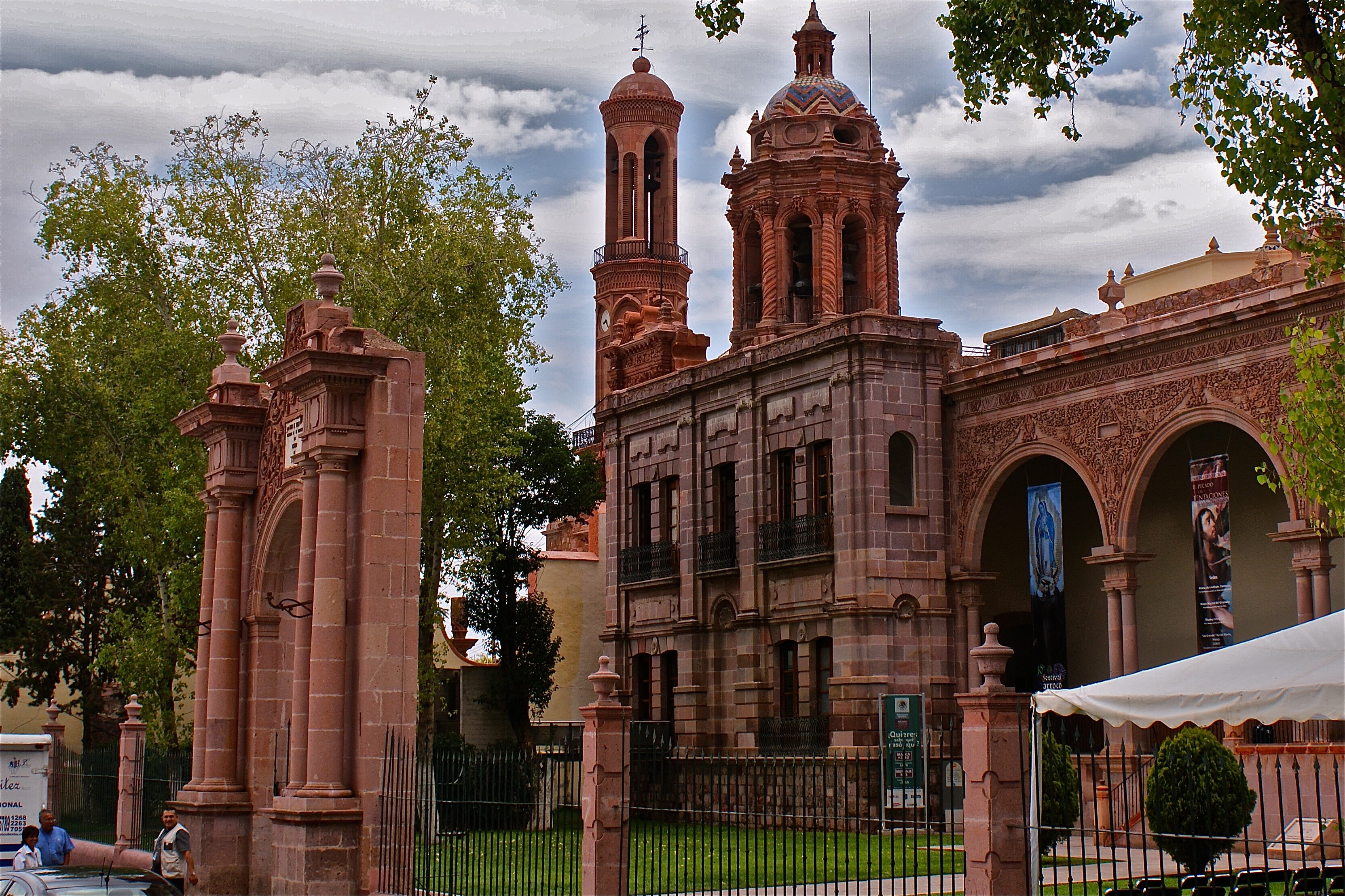
Museo Regional de Guadalupe

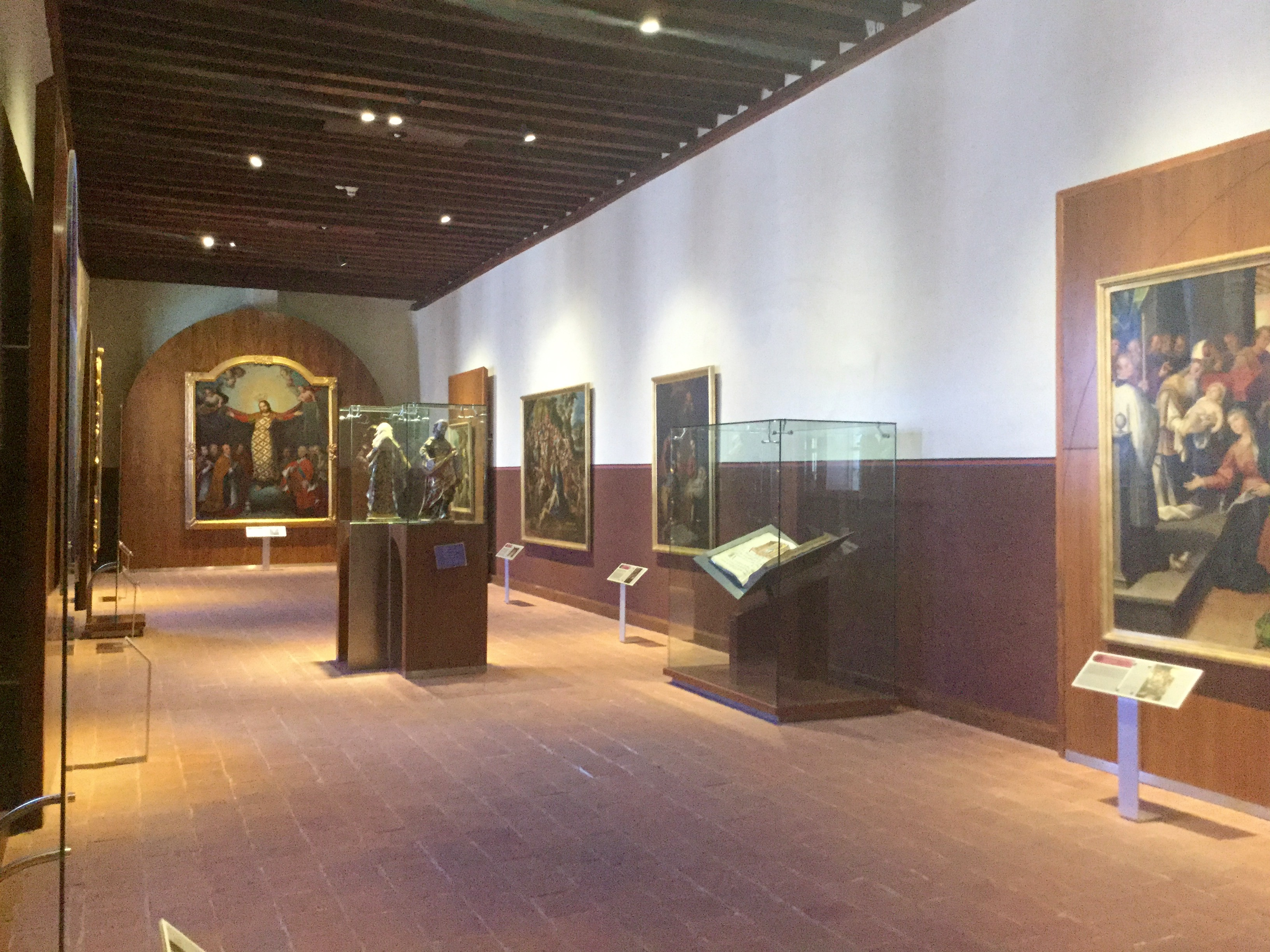
Ausstellungssaal

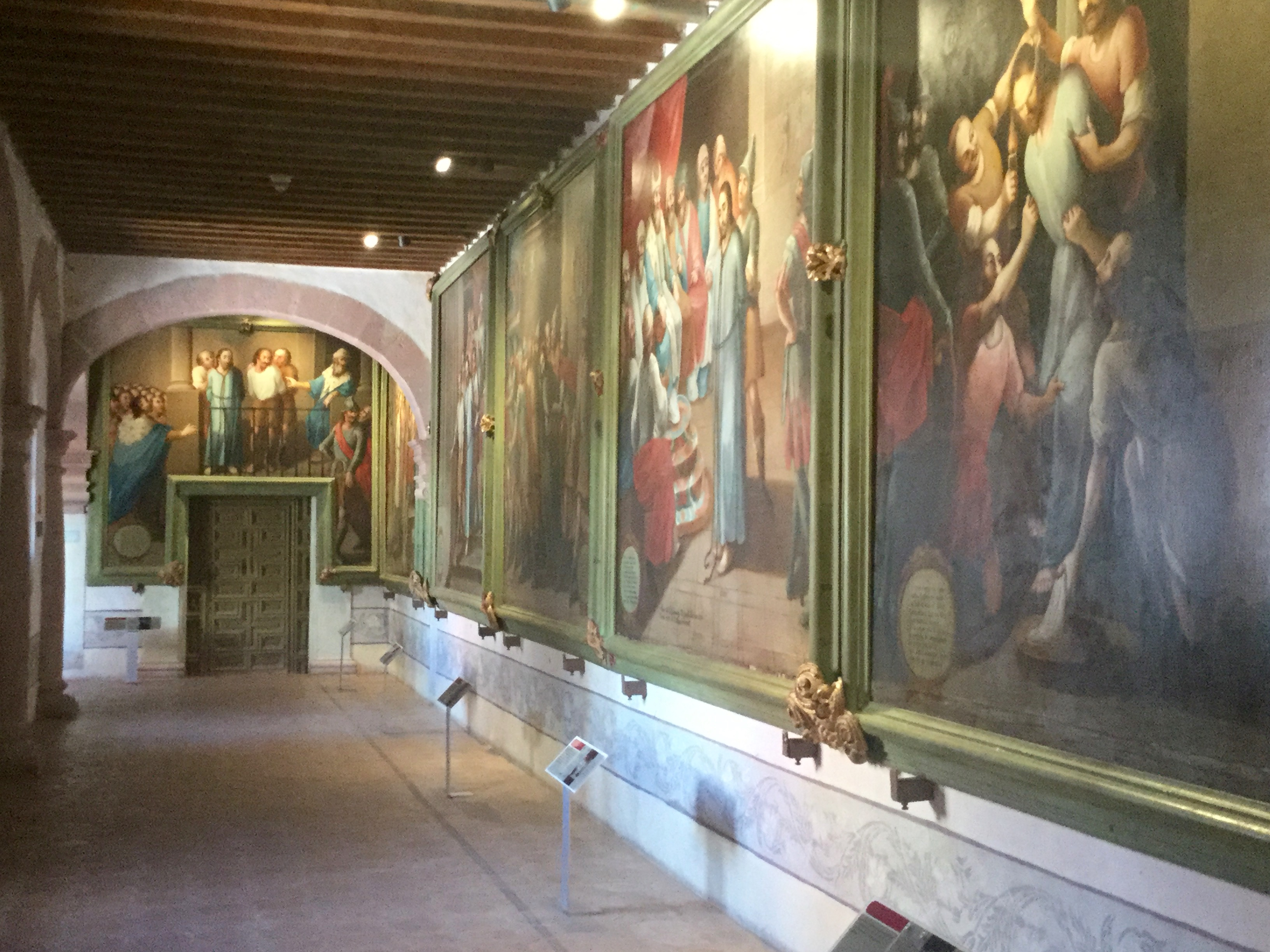
Teil des Zyklus der Passion Jesu

Das Museo Regional de Guadalupe befindet sich im Gebäudekomplex der mexikanischen Niederlassung der Congregación para la Evangelización de los Pueblos (ehemals Sagrada Congregación para la Propagación de la Fe) in der Stadt Guadalupe im Bundesstaat Zacatecas. Es ist eines der bedeutendsten Kunstmuseen Mexikos und gehört seit dem Jahr 2010 als Teil des Camino Real de Tierra Adentro zum UNESCO-Weltkulturerbe.

## Lage
Das Museum befindet sich im historischen Zentrum der ca. 2250 m hoch gelegenen Stadt Guadalupe nahe dem Jardín Juárez.

## Geschichte
In der Zeit des Vizekönigreichs Neuspanien (1535–1821) entstanden sieben Ordenskollegien, darunter auch das vom Franziskanerorden geführte Colegio de Guadalupe (1707). Als Folge der unter Benito Juárez erlassenen Gesetze zur Nationalisierung von Kirchengütern (Ley de Nacionalización de los Bienes Eclesiásticos) erwarb im Jahr 1859 der General und zeitweilige Gouverneur von Zacatecas, Jesús González Ortega, den gesamten Gebäudekomplex, in welchem nunmehr eine Kunstschule, ein Waisenhaus sowie Büros etc. untergebracht wurden. Im Jahr 1918 eröffnete das Museo de Antigüedades del Ex Convento de Guadalupe; außerdem wurde der gesamte Komplex zum Monumento histórico erklärt und auf diese Weise unter Schutz gestellt. Das Jahr 1938 markiert die Einweihung des heutigen Museums.

## Sammlung
Die umfangreiche Sammlung des Museums umfasst mehr als 800 Exponate (Bilder und Skulpturen) aus allen Bereichen der sakralen Kunst (darunter auch Darstellungen von Heiligen, Äbten und Mönchen des Franziskanerordens). Die bedeutendsten – meist jedoch unsignierten – Malereien werden u. a. Miguel Cabrera, José de Ibarra, Juan Rodríguez Juárez, Cristóbal de Villalpando und Juan Correa zugeschrieben. Einer der Bildzyklen zeigt die Entsendung spanischer Geistlicher nach Japan, wo sie im Jahr 1597 zusammen mit einheimischen Christen in der Stadt Nagasaki hingerichtet wurden – ein Ereignis, das den Orden lange Zeit beschäftigt hat (siehe Märtyrer von Nagasaki). Darüber hinaus gibt es eine umfangreiche Bibliothek.